# Túnel de Kampong Java
El Túnel de Kampong Java (en chino: 甘棒爪哇遂道; en inglés: Kampong Java Tunnel; en malayo: Terowong Kampung Jawa) es uno de los dos túneles de la Autopista Central. Se encuentra ubicado en la parte central de Singapur, y se inicia antes de la salida de Cairnhill Circle y la avenida Clemenceau Norte (salida 5) y termina en la salida de la ruta Bukit Timah (salida 6). El túnel se desarrolla junto con la ruta Cavenagh y después pasa al cruce de la ruta Bukit Timah y la ruta Cavenagh y luego se convierte en una autopista por encima del suelo en Kampong Java Flyover. Antes de entrar en el túnel hacia el sur, hay una salida a la ruta Bukit Timah a través de la ruta Cavenagh.